# Dirty Computer
| Совокупная оценка   | Совокупная оценка |
| Источник            | Оценка            |
| ------------------- | ----------------- |
| AnyDecentMusic?     | 8.5/10            |
| Metacritic          | 87/100            |
| Оценки критиков     |                   |
| Источник            | Оценка            |
| AllMusic            | [ 1 ]             |
| The A.V. Club       | A                 |
| The Chicago Tribune | [ 8 ]             |
| The Daily Telegraph | [ 2 ]             |
| The Guardian        | [ 9 ]             |
| The Independent     | [ 10 ]            |
| NME                 | [ 3 ]             |
| Pitchfork           | 7.7/10            |
| Rolling Stone       | [ 12 ]            |
| Slant Magazine      | [ 13 ]            |

Dirty Computer (с англ. — «Грязный компьютер») — третий студийный альбом американской певицы Жанели Монэ, выпущенный 27 апреля 2018 года лейблами Wondaland Arts Society, Bad Boy Records и Atlantic Records. Альбом отошёл от концепции повествования истории (в основу которой лёг художественный фильм Фрица Ланга Метрополис) из жизни робота Синди Мейвезер, начатой в предыдущих альбомах The ArchAndroid (2010) и The Electric Lady (2013). С альбома были выпущены три сингла «Make Me Feel», «Django Jane», «Pynk»; один промосингл «I Like That». Выпуск альбома сопровождался выходом одноимённого 46-минутного документального фильма. Новая студийная работа получила широкое признание среди музыкальных критиков.

## История
В 2017 году интервью журналу People певица подтвердила слухи о том, что она работает над своим новым третьим студийным альбомом. Также в интервью она сказала, что новую музыку издаст уже в 2017 году.
16 февраля 2018 года певица показала свой третий студийный альбом и сопроводительный повествовательный фильм под названием «Dirty Computer», через тизерное видео, выпущенное на YouTube. Тизерное видео транслировалось по всей стране в избранных театрах перед показом фильма «Черная пантера». Монэ провела серию «сверхсекретных» выступлений в Лос-Анджелесе и Нью-Йорке ещё до анонса самого альбома.
Альбом был издан 27 апреля 2018 года. Он был поддержан одновременным выпуском 46-минутного короткометражного фильма с одноименным названием, получившего название «эмоции» Моны. Это следует за андроидным киноперсонажем, Джейн 57821, поскольку она пытается освободиться от ограничений «тоталитарного общества [которое] принудительно заставляет Джейн соблюдать его гомофобные убеждения … В фильме характер Моны пытается утверждать её индивидуальность, что делает её врагом бездушного режима — усиливая общее напряжение в дистопическом научно-фантастическом обществе». Тим Грирсон из журнала «Rolling Stone» пишет, что в фильме «Мона играет с условностями и тотемами дистоп-фантастики, чтобы говорить правду и продвигать культурный сдвиг в сторону более всеобъемлющего и любящего общества — независимо от того, какое репрессивное правительство (будь то реальное или вымышленное) пытается сокрушить этот дух. Мона обращается к настоящему, но для нее сейчас будущее».

## Отзывы
Альбом получил всеобщее одобрение и положительные отзывы музыкальной критики и интернет-изданий: Metacritic (87 из 100, AnyDecentMusic? (8.5 из 10), AllMusic, The Daily Telegraph, The Independent, The A.V. Club, Exclaim!, The Guardian, Slant Magazine.

## Награды и номинации
| Год  | Организация   | Награда                   | Результат | Ссылка |
| ---- | ------------- | ------------------------- | --------- | ------ |
| 2019 | Grammy Awards | Album of the Year         | Номинация | [ 23 ] |
| 2019 | Grammy Awards | Best Music Video («Pynk») | Номинация | [ 23 ] |

## Итоговые списки
| Публикация                       | Список                     | Ранг |
| -------------------------------- | -------------------------- | ---- |
| The Associated Press             | AP’s Top 2018 Albums       | 1    |
| Complex                          | The Best Albums of 2018    | 13   |
| Consequence of Sound             | The Top 50 Albums of 2018  | 2    |
| Entertainment Weekly             | The 20 Best Albums of 2018 | 9    |
| Flavorwire                       | The 25 Best Albums of 2018 | 13   |
| Independent                      | Albums of the Year 2018    | 3    |
| The New York Times (Jon Pareles) | The 28 Best Albums of 2018 | 1    |
| NPR                              | The 50 Best Albums of 2018 | 1    |
| Paste                            | The 50 Best Albums of 2018 | 14   |
| The Ringer                       | The Best Albums of 2018    | 5    |
| Rolling Stone                    | 50 Best Albums of 2018     | 13   |
| The Skinny                       | Albums of 2018             | 7    |
| Stereogum                        | The 50 Best Albums of 2018 | 38   |
| Time                             | The 10 Best Albums of 2018 | 2    |
| UNCUT                            | 75 Best Albums of 2018     | 6    |
| Uproxx                           | The 50 Best Albums of 2018 | 4    |

## Список композиций
| №                   | Название                                          | Автор(ы) | Продюсеры                                                         | Длительность |
| ------------------- | ------------------------------------------------- | --- | ----------------------------------------------------------------- | ------------ |
| 1.                  | «Dirty Computer» (при участии Brian Wilson)       | Janelle Monáe Robinson Nathaniel Irvin III                                                                                      | Nate "Rocket" Wonder Chuck Lightning [a] Janelle Monáe [a]        | 1:59         |
| 2.                  | «Crazy, Classic, Life»                            | Robinson Irvin III Charles Joseph II                                                                                            | Wonder Lightning [a] Monáe [a]                                    | 4:46         |
| 3.                  | «Take a Byte»                                     | Robinson Irvin III John M. Webb, Jr. Nana Kwabena Tuffuor Kellis Parker, Jr.                                                    | Wonder Jon Jon Traxx [a] Lightning [a] Monáe [a] Nana Kwabena [b] | 4:07         |
| 4.                  | «Jane's Dream»                                    | Jon Brion | Brion                                                             | 0:18         |
| 5.                  | «Screwed» (при участии Zoë Kravitz)               | Robinson Irvin III Roman GianArthur Irvin Joseph II Benjamin Hudson Mcildowie                                                   | Wonder Roman GianArthur [a] Lightning [a] Monáe [a]               | 5:02         |
| 6.                  | «Django Jane»                                     | Robinson Irvin III Tuffuor | Kwabena Wonder [a]                                                | 3:10         |
| 7.                  | «Pynk» (при участии Граймс)                       | Жанель Робинсон Клэр Буше Тейлор Паркс Натаниэль Ирвин III Чарльз Джозеф II Уэйн Беннетт Стивен Тайлер Глен Баллард Ричард Супа | Нэйт Уандер Уэйн Беннетт Чак Лайтнинг                             | 4:00         |
| 8.                  | «Make Me Feel»                                    | Robinson Mattias Larsson Robin Fredriksson Justin Tranter Julia Michaels                                                        | Mattman & Robin                                                   | 3:14         |
| 9.                  | «I Got the Juice» (при участии Pharrell Williams) | Robinson Irvin III Irvin Tuffuor Parks Pharrell Williams Joshua Dean                                                            | Wonder Kwabena [a] Lightning [b] Monáe [b]                        | 3:46         |
| 10.                 | «I Like That»                                     | Robinson Rico Wade Patrick L. Brown Ray Murray Irvin III Parks                                                                  | Organized Noize Wonder [b]                                        | 3:20         |
| 11.                 | «Don't Judge Me»                                  | Robinson Irvin III Irvin Parks Dean                                                                                             | Wonder GianArthur [b] Monáe [b]                                   | 6:00         |
| 12.                 | «Stevie's Dream»                                  | Irvin III Irvin | Monáe Wonder GianArthur                                           | 0:46         |
| 13.                 | «So Afraid»                                       | Robinson Irvin III | Wonder Monáe [a]                                                  | 4:04         |
| 14.                 | «Americans»                                       | Robinson Irvin III Webb, Jr. Joseph II Parker, Jr.                                                                              | Wonder Lightning [a] Monáe [a] Traxx [b]                          | 4:06         |
| Общая длительность: | Общая длительность:                               | Общая длительность: | Общая длительность:                                               | 48:42        |

Notes
- ↑  сопродюсер.
- ↑  дополнительный продюсер.

## Чарты
| Чарт (2018)                            | Высшая позиция |
| -------------------------------------- | -------------- |
| Австралия (ARIA)                       | 12             |
| Австрия (Ö3 Austria)                   | 21             |
| Бельгия/Фландрия (Ultratop)            | 12             |
| Бельгия/Валлония (Ultratop)            | 67             |
| Канада (Canadian Albums Chart)         | 8              |
| Дания (Hitlisten)                      | 30             |
| Нидерланды (Album Top 100)             | 20             |
| Германия (Offizielle Top 100)          | 29             |
| Ирландия (IRMA)                        | 6              |
| Италия (Classifica album)              | 68             |
| Япония Albums (Oricon)                 | 133            |
| Новая Зеландия (RMNZ)                  | 14             |
| Норвегия (VG-lista)                    | 18             |
| Португалия (AFP)                       | 24             |
| Шотландия (Scottish Albums Chart)      | 9              |
| Spanish Albums (PROMUSICAE)            | 33             |
| Швейцария (Schweizer Hitparade)        | 11             |
| Великобритания (UK Albums Chart)       | 8              |
| США Billboard 200                      | 6              |
| США (Billboard Top R&B/Hip-Hop Albums) | 4              |